# حرب الكرماني
حرب بن إسماعيل الكِرْمَانِيُّ هو أبو محمد حرب بن إسماعيل الكرماني الحنظلي (ق. 190 هـ – 280 هـ)، الحافظ الفقيه تلميذ أحمد بن حنبل.

## شيوخه
1. أحمد بن حنبل.
2. إسحاق بن راهويه.
3. أبو الوليد الطيالسي.
4. عبد الله بن الزبير الحميدي.
5. سعيد بن منصور.

## تلاميذه
1. أبو حاتم الرازي.
2. أبو بكر الخلال.
3. القاسم بن محمد الكرماني.
4. عبد الله بن إسحاق النهاوندي.

## كتبه
1. كتاب السنة من مسائل حرب بن إسماعيل الحنظلي الكرماني.
2. مسائل الإمام أحمد بن حنبل الفقهية رواية حرب بن إسماعيل الكرماني.
3. مسائل حرب بن إسماعيل الكرماني عن الإمام أحمد بن حنبل وإسحاق بن راهويه.

## أقوال العلماء فيه
قال ابن أبي حاتم:
| حرب الكرماني | حرب بن إسماعيل الكرماني الحنظلي أبو محمد، رفيق أبي بالشام، روى عن احمد بن سليمان الباهلى ابى يحيى، وعبيد الله بن معاذ العنبري، وأحمد بن حنبل، وإسحاق بن راهويه، كتب عنه أبي بدمشق | حرب الكرماني |

قال أبو بكر الخلال:
| حرب الكرماني | رجل جليل، حثَني أبو بكر المروذي على الخروج إليه، وقال لي: نزل هاهنا عندي في غرفة لما قدم على أبي عبد الله، وكان يكتب لي بخطه مسائل سمعها من أبي عبد الله، وكتب لي إليه أبو بكر المروذي كتابا وعلامات، وكان حرب يعرفها، فقدمت بكتابِه إليه فسرَ به، وأظهره لأهل بلده، وأكرمني، وسمعت منه هذه المسائل، وكان رجلا كبيرا، عنده عن أبي الوليد، وسليمان بن حرب وغيرهما، وكان سنه أكبر من ذلك، ولكنه قال لي: كنت أتصوف قديما فلم أتقدم في السماع، وقال لي: هذه المسائل حفظتها قبل أن أقدم إلى إسحاق بن راهويه، وقال لي: هي أربعة آلاف عن أبي عبد الله، وإسحاق بن راهويه، ولم أعدَها، وكان رجلا فقيه البلد، وكان السلطان قد جعله على أمر الحكم وغيره في البلد | حرب الكرماني |

قال الذهبي:
| حرب الكرماني | الفقيه، تلميذ أحمد بن حنبل، رحل وطلب العلم...وما علمت به بأسا | حرب الكرماني |

## وفاته
توفي الإمام حرب بن إسماعيل الكرماني سنة 280 هـ.